# Титаренко Володимир Олександрович
Володи́мир Олекса́ндрович Титаре́нко (нар. 3 січня 1950, місто Куп'янськ Харківської області) — український радянський діяч, машиніст локомотивного депо станції Куп'янськ Південної залізниці Харківської області. Депутат Верховної Ради СРСР 11-го скликання.

## Біографія
Народився в родині залізничника. Закінчив середню школу, а у 1969 році — Люботинське технічне училище Харківської області.
У 1969 році працював помічником машиніста локомотивного депо.
У 1969—1971 роках — у Радянській армії.
У 1971—1972 роках — помічник машиніста, з 1972 року — машиніст локомотивного депо станції Куп'янськ імені XXV з'їзду КПРС Південної залізниці Харківської області.
Член КПРС з 1973 року.
Потім — на пенсії у місті Куп'янську Харківської області.

## Нагороди
- ордени
- медалі